# Беннінг (Каліфорнія)
Беннінг (англ. Banning) — місто (англ. city) в США, в окрузі Ріверсайд штату Каліфорнія. Населення — 29 505 осіб (2020).

## Географія
Беннінг розташований за координатами 33°56′46″ пн. ш. 116°53′57″ зх. д. / 33.94611° пн. ш. 116.89917° зх. д. (33.946032, -116.899241).  За даними Бюро перепису населення США в 2010 році місто мало площу 59,83 км², уся площа — суходіл.

## Демографія
Згідно з переписом 2010 року, у місті мешкали 29 603 особи в 10 838 домогосподарствах у складі 7186 родин. Густота населення становила 495 осіб/км².  Було 12144 помешкання (203/км²).
Расовий склад населення:
| - 64,7 % — білих - 7,3 % — чорних або афроамериканців - 5,2 % — азіатів - 2,2 % — корінних американців - 0,1 % — вихідців з тихоокеанських островів - 15,6 % — осіб інших рас |

До двох чи більше рас належало 4,9 %. Частка іспаномовних становила 41,1 % від усіх жителів.
За віковим діапазоном населення розподілялося таким чином: 22,9 % — особи молодші 18 років, 51,2 % — особи у віці 18—64 років, 25,9 % — особи у віці 65 років та старші. Медіана віку мешканця становила 42,3 року. На 100 осіб жіночої статі у місті припадало 93,4 чоловіків;  на 100 жінок у віці від 18 років та старших — 90,7 чоловіків також старших 18 років.
Середній дохід на одне домашнє господарство  становив 51 298 доларів США (медіана — 40 405), а середній дохід на одну сім'ю — 58 290 доларів (медіана — 47 191). Медіана доходів становила 36 919 доларів для чоловіків та 27 955 доларів для жінок. За межею бідності перебувало 21,2 % осіб, у тому числі 36,7 % дітей у віці до 18 років та 9,6 % осіб у віці 65 років та старших.
Цивільне працевлаштоване населення становило 9125 осіб. Основні галузі зайнятості: освіта, охорона здоров'я та соціальна допомога — 21,7 %, мистецтво, розваги та відпочинок — 18,8 %, роздрібна торгівля — 14,8 %.